# Planer-Kolonien bei Mariupol
Bei den Planer-Kolonien bei Mariupol handelt es sich um von preußischen Kolonisten gegründete Kolonien unweit der Stadt Mariupol im Gouvernement Jekaterinoslaw im Russischen Reich.

## Gründungsgeschichte
Auf Einladung des russischen Zaren kamen ab 1818 preußische Untertanen nach Russland. Ursprünglich war ein anderer Siedlungsort vorgesehen, jedoch wurde dieser von den Kolonisten abgelehnt, da sie der Ansicht waren, dass man dort keine Landwirtschaft betreiben könne. Bis zum Jahr 1823 waren die neu angekommenen Siedler bei ihren mennonitischen Landleuten, die sich schon Ende des 18. Jahrhunderts im Russischen Reich niedergelassen hatten, untergebracht. Nach einem Ultimatum an die russische Regierung, dass man das Land verlassen werde, sollte die Regierung ihnen nicht eigenes Land zuweisen, wurde im Gouvernement Jekaterinoslaw Land zur Verfügung gestellt. Dieses war ursprünglich für griechische und jüdische Siedler vorgesehen, deren Ansiedlung sich aber nicht in so einem großen Umfang realisierte, sodass das Land frei wurde.
1823 kam es deshalb zur Gründung von 15 evangelischen und 6 römisch-katholischen Kolonien:

## Kolonien
Planer Kolonien bei Mariupol:
- Kirschwald (evangelisch, Kolonie Nr. 1 – heute Wyschnjuwate/Вишнювате)
- Tiegenhof (evangelisch, Kolonie Nr. 2 – heute Asow)
- Rosengart (evangelisch, Kolonie Nr. 3 – Rajhorod – heute nördlicher Teil von Lystwjanka/Листвянка)
- Schönbaum (evangelisch, Kolonie Nr. 4 – heute Lystwjanka/Листвянка)
- Kronsdorf (evangelisch, Kolonie Nr. 5 – Kasjanoselsk – heute nördlicher Teil von Rosiwka)
- Grunau (evangelisch, Kolonie Nr. 6 – Alexandronewsk – heute im nordöstlichen Teil von Rosiwka)
- Rosenberg (evangelisch, Kolonie Nr. 7 – heute Rosiwka)
- Wickerau (evangelisch, Kolonie Nr. 8 – heute Kusneziwka/Кузнецівка)
- Reichenberg (evangelisch, Kolonie Nr. 9 – heute Bahatiwka/Багатівка)
- Kampenau (evangelisch, Kolonie Nr. 10 – Kamenske – heute südlicher Teil von Marjaniwka/Мар'янівка)
- Mirau (evangelisch, Kolonie Nr. 11 – heute Myrske/Мирське)
- Kaiserdorf (römisch-katholisch, Kolonie Nr. 12 – heute Probudschennja/Пробудження)
- Göttland (römisch-katholisch, Kolonie Nr. 13 – heute Marjaniwka/Мар'янівка)
- Neuhof (römisch-katholisch, Kolonie Nr. 14 – heute Nowodworiwka/Новодворівка)
- Eichwald (römisch-katholisch, Kolonie Nr. 15 – heute Wesna)
- Tiegenort (römisch-katholisch, Kolonie Nr. 16 – heute Antoniwka/Антонівка)
- Tiergart (römisch-katholisch, Kolonie Nr. 17 – zerstört – nordöstlich von Antoniwka)
- Elisabethdorf (evangelisch, Kolonie Nr. 18 – Blumental – heute Teil von Krasna Poljana)
- Ludwigstal (evangelisch, Kolonie Nr. 19 – heute Sorja/Зоря)
- Rundewiese (evangelisch, Kolonie Nr. 21  – heute Luhanske)
- Darmstadt (evangelisch, Kolonie Nr. 25 – heute Nowhorod/Новгород)
- Marienfeld (evangelisch, Kolonie Nr. 26 – heute Marynopil)

## Religiöses Leben
Zu Beginn der Ansiedlung 1823 gab es keine Kirchen und somit auch kein eigenes Kirchspiel. Die römisch-katholischen Geburten, Trauungen und Sterbefälle wurden bis 1830 im Kirchspiel Jamburg verzeichnet. 1831 wurde das Kirchspiel Eichwald gegründet und bediente neben Eichwald selbst auch Göttland, Kaiserdorf, Tiergart, Tiegenhof und Neuhof. Nachdem die Bevölkerung immer stetig zunahm spaltete sich Göttland 1872 ab und begründete gemeinsam mit Kaiserdorf nun ein eigenes Kirchspiel.
Die evangelischen Siedler der Kolonien waren von Beginn an den Gemeinden Grunau und Ludwigstal zugehörig.

## Erforschung der Kolonien
Mit dem Beginn des Zweiten Weltkrieges wurde die deutsche Bevölkerung der Kolonien in die Verbannung nach Zentralasien und Sibirien geschickt und die deutsche Geschichte der Kolonien fand ein Ende. Jedoch blieben die Orte teilweise erhalten, da dort durch die sowjetische Regierung Flüchtlinge und andere Siedler aus anderen Teilen der UdSSR angesiedelt wurden. Aufgrund des abrupten Endes der Planer-Kolonien und des erschwerten Zugriffs auf Archivunterlagen, gab es lange Zeit kaum Forschungsmaterial. Die Facebook-Gruppe "Planer-Kolonien bei Mariupol", gegründet durch den Geschichtsstudent Peter Aifeld aus Deutschland und den Hobbyahnenforscher David Gerlinsky aus Kanada, machte es sich zum Ziel, die Nachfahren der Planer-Kolonisten weltweit miteinander zu vernetzen und einen neuen Anlauf zur Erforschung der Geschichte der Planer-Kolonien zu starten. Diese Facebook-Gruppe ist mittlerweile im Besitz der meisten Kirchenbücher der Kirchspiele Eichwald, Göttland und Grunau, sowie auch der Revisionslisten von 1824, 1835, 1850 und 1858. Neben der konventionellen Ahnenforschung betreibt die Gruppe auch DNA-Ahnenforschung. Aktuell hat die Gruppe schon 871 Mitglieder.